# Palle Kjærulff-Schmidt
Palle Kjærulff-Schmidt, né le 7 juillet 1931 à Esbjerg dans le Jutland, mort le 14 mars 2018, est un réalisateur danois de cinéma.

## Biographie
Après ses études (licences d'anglais et de français), il devient après 1951 un des animateurs du théâtre des étudiants, et monte différentes pièces de théâtre. Dès 1957 il s'intéresse au cinéma, et réalise avec Robert Saaskin le film Déchéance, puis Les Années heureuses en 1959. En 1963 il réalise Weekend considéré comme remarquable sur la forme aussi bien que sur le fond. Son film Historien om Barbara est présenté à la Berlinale 1967. Palle a joué un rôle significatif dans la Nouvelle vague danoise dans les années 1960, inspiré des films de François Truffaut et Jean-Luc Godard.
Palle est le fils de l'acteur danois Helge Kjærulff-Schmidt (1906-1982).

## Filmographie
- 1957 : Bundfald
- 1959 : Les Années heureuses
- 1962 : Weekend
- 1964 : To (en)
- 1965 : 4x4, co-réalisateur
- 1966 : Il était une fois une guerre (Der var engang en krig)
- 1967 : L'Histoire de Barbara (Barbara)
- 1968 : Dans les vertes forêts (I den gronne skov)
- 1969 : Pense à un numéro (Tænk på et tal')
- 1971 : Kommunisten
- 1984 : Tukuma
- 1995 : Lyse tider (TV)

## Distinctions
- 1958 : Bodil du meilleur film danois pour Bundfald